# Cemil Gulbas
Cemil Gulbas (27 juni 1980) is een Belgische schaker. Hij is sinds 2009 een Internationaal Meester (IM).

- In juni 2004 nam hij deel aan het Echternach Open toernooi, met 352 deelnemers. Gulbas eindigde met 7 pt. uit 9 op een gedeelde achtste plaats, een punt onder de winnaar Leonid Kritz.[1]
- In december 2007 nam hij in Eupen deel aan het "IM Norm toernooi" en eindigde op een achtste plaats.[2]
- In juni 2012 bereikte hij in Aken een 27e plaats op de Klenkes-Cup, waaraan door 114 schakers werd deelgenomen.[3]
- In 2018 won hij het Turkse schaakkampioenschap, gehouden in Antalya.[4][5][6]
- In 2019 werd hij vijfde op het blitztoernooi van de vereniging Galatasaray.[7]